# Dioscorea humilis
Dioscorea humilis là một loài thực vật có hoa trong họ Dioscoreaceae. Loài này được Bertero ex Colla mô tả khoa học đầu tiên năm 1836.